# Guarany Futebol Clube (Cachoeira do Sul)
O Guarany Futebol Clube foi um clube brasileiro de futebol, com sede no município de Cachoeira do Sul, no Estado do Rio Grande do Sul. Foi fundado em 1917 por Eduardo Dicklhuber,[carece de fontes?] o qual também viria a ser presidente da Liga Cachoeirense de Futebol. O clube é conhecido pelo vice-campeonato gaúcho em 1943, além de ter tido como ídolo o goleiro Evir Borba, jogador que teve passagem na década de 1960 em clubes como Grêmio e São Paulo. Mandava seus jogos no Joaquim Vidal, estádio com capacidade para 5.000 pessoas, juntamente com seu rival à época, o Cachoeira Futebol Clube.

## História
Nascido em 6 de junho de 1903, Eduardo Dicklhuber, figura ilustre na cidade de Cachoeira do Sul, viria a fundar o Sport Club Cachoeirense em 1917, posteriormente vindo a também presidir a Liga Cachoeirense de Futebol. O time seria eventualmente renomeado para Guarany, conquistando seu primeiro título em 1920, data em que se sagrou campeão municipal. Ao longo dos seus anos de existência se destacaria como a principal força do futebol cachoeirense, sendo o maior campeão do certame citadino, além de campanhas de destaque no campeonato gaúcho, sendo vice em 1943 e semifinalista em 1926.
Encerrou encerrou suas atividades em 1959, havendo um breve retorno em 1973.

## Títulos
Campeonato do Interior Gaúcho: 1943
 Taça RBS de Futebol: 1940
 Campeonato Citadino de Cachoeira do Sul: 1920, 1922, 1923, 1924, 1925, 1926, 1927, 1928, 1933, 1936, 1937, 1938, 1939, 1940, 1941, 1943, 1946, 1947, 1953, 1954, 1956, 1958 e 1959 
 Centenário de Cachoeira do Sul: 1959 

## Campanhas de Destaque
Vice-Campeonato Gaúcho: 1943
 (3º colocado) Campeonato Gaúcho: 1926

## Rivalidade
O clássico "Gua-Ca" envolvia a equipe do Guarany Futebol Clube e seu rival Cachoeira Futebol Clube.